# Eustis, Maine
Eustis är en kommun (town) i Franklin County i Maine. Vid 2010 års folkräkning hade Eustis 618 invånare.